# Centro Cultural Pasaje Dardo Rocha
El Centro Cultural Pasaje Dardo Rocha, conocido comúnmente como Pasaje Dardo Rocha, está ubicado en el centro de la ciudad de La Plata, capital de la Provincia de Buenos Aires, Argentina. Más precisamente en la manzana delimitada por las calles 49 y 50, 6 y 7, y cuya entrada principal está de frente a la Plaza San Martín. Este edificio es uno de los más bellos de la época fundacional de dicha ciudad. En sus principios operó como estación ferroviaria (Estación 19 de Noviembre) y en el presente es un centro cultural y funcionan varias dependencias del Municipio.
En su planta baja se ubica el famoso salón, (de unos imponentes 85 metros de longitud) que se extiende desde la planta baja hasta el segundo piso acabando en un techo acristalado. En él se emplean de manera continua exposiciones, ferias, etc. Además ha sido utilizado, en varias ocasiones, como escenario de películas y comerciales.

## Historia

### Estación 19 de Noviembre

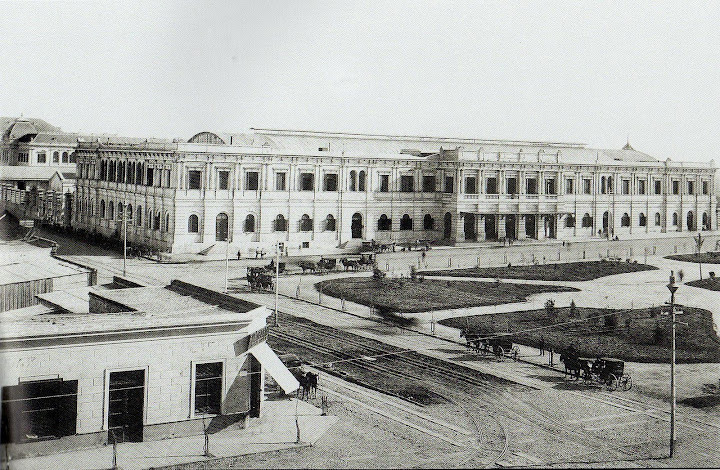
Estación "19 de Noviembre" inaugurada en 1887, sin su mansarda por un incendio.

Con la fundación de La Plata en 1882, el Ferrocarril de la Provincia llevó desde Ensenada una vía Decauville hasta la actual Estación Tolosa. A los pocos meses, esta vía fue remplazada por otra de trocha 1676 mm, que corresponde al actual ramal Ensenada - Tolosa. Las vías Decauville levantadas, se utilizaron para conectar Tolosa con 19 de Noviembre que se encontraba en construcción. Esta vía se encontraba del lado Este de la Av. 1. En 1884 llegó la vía de trocha 1676 mm a 19 de Noviembre, y la Decauville fue levantada.
La estación fue inaugurada finalmente el 30 de agosto de 1887 (aunque ya tenía servicios de pasajeros desde 1883), tras haber sufrido un gran incendio que dejó al edificio sin mansarda, que fue remplazada por una losa.
En 1899 el ramal fue adquirido por el Ferrocarril del Sud, y en 1903 se inició la construcción de la actual Estación La Plata, que se inauguró en 1906, quedando 19 de Noviembre desafectada de todo servicio. 

### Pasaje Dardo Rocha

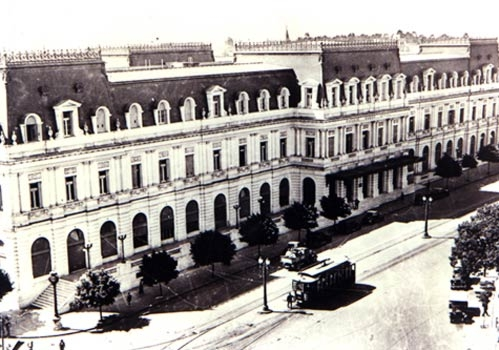
Vista del Pasaje Dardo Rocha ya remodelado, desde calle 50. (ca. década de 1930)

Hasta 1926 el edificio carecía de una función. En ese mismo año, el gobernador Luis Monteverde decide remodelar el edificio para convertirlo en un centro cultural y la Dirección de Arquitectura del Ministerio de Obras Públicas de la provincia de Buenos Aires tuvo a su cargo la remodelación y exposiciones industriales, galerías pictóricas, obras del Museo Provincial de las Bellas Artes, conciertos, festivales y hasta partidas simultáneas de ajedrez. Todas esas actividades se desarrollaron en ese espacio. El edificio adoptaría el nombre de «Pasaje Monteverde» en honor al gobernador, hasta 1930 cuando adopta el nombre del fundador de La Plata y pasa a denominarse «Pasaje Dardo Rocha».
Luego, el pasaje fue sede provisoria del Ministerio de Acción Social, de LS 11 Radio Provincia, de la Dirección de Telégrafos, Asesoría Letrada, Ministerio de Trabajo y Archivo Histórico de la Provincia. En 1944 se estableció el Correo hasta que se mudó a su nueva sede. Al quedar nuevamente vacío, el Pasaje fue ocupado para que cumpliera de manera alternada aquellas funciones para las que fue remodelado en 1928, cuando adquirió su aspecto de palacio francés.
Finalmente, después de haber sido sede de numerosas reparticiones y de albergar la Convención Constituyente, en 1994, ha ingresado al patrimonio municipal y, con la realización de importantes obras de restauración y equipamiento, se ha convertido en el gran centro cultural de La Plata.

## Actualidad

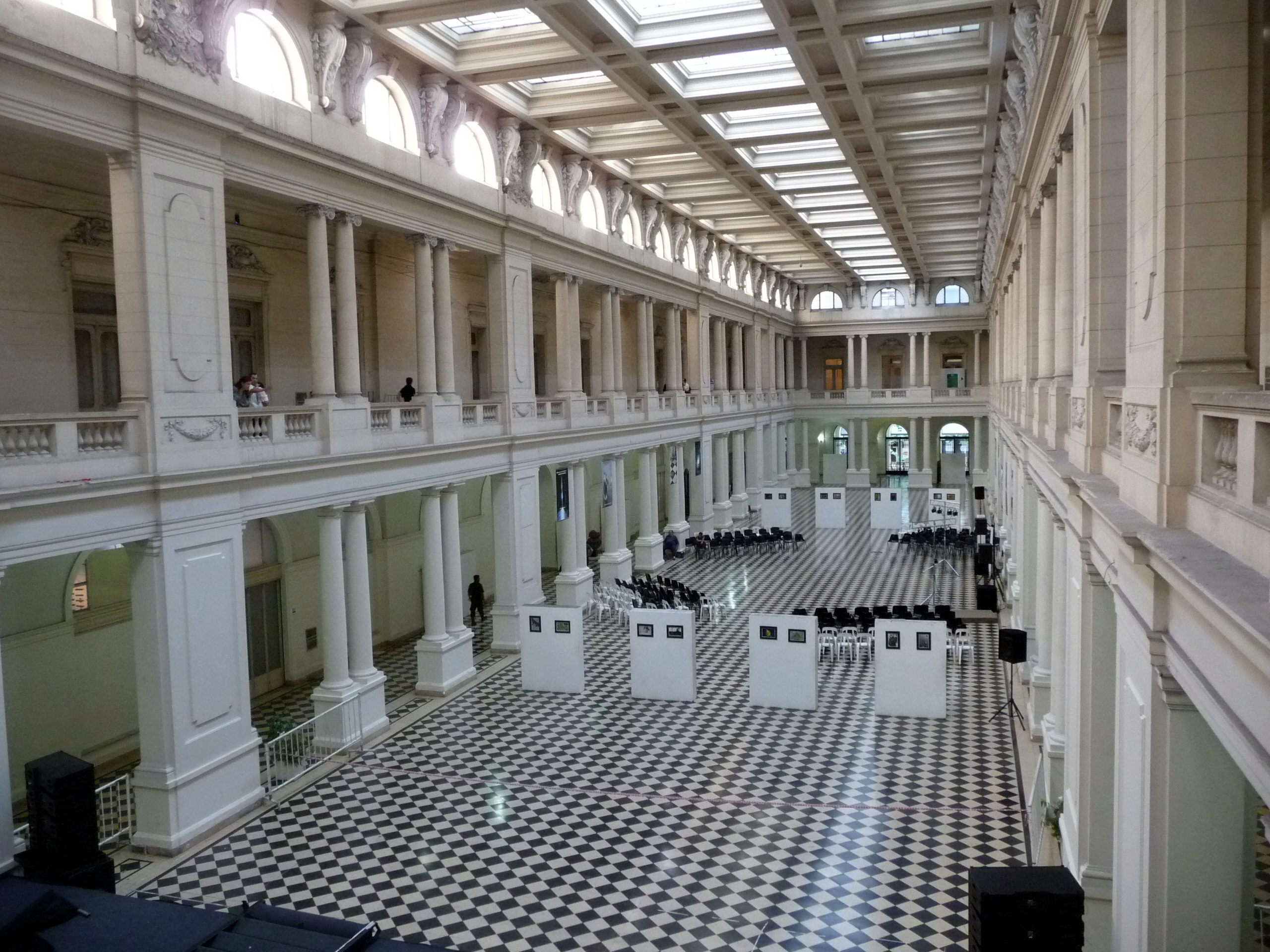
Interior del Pasaje Dardo Rocha

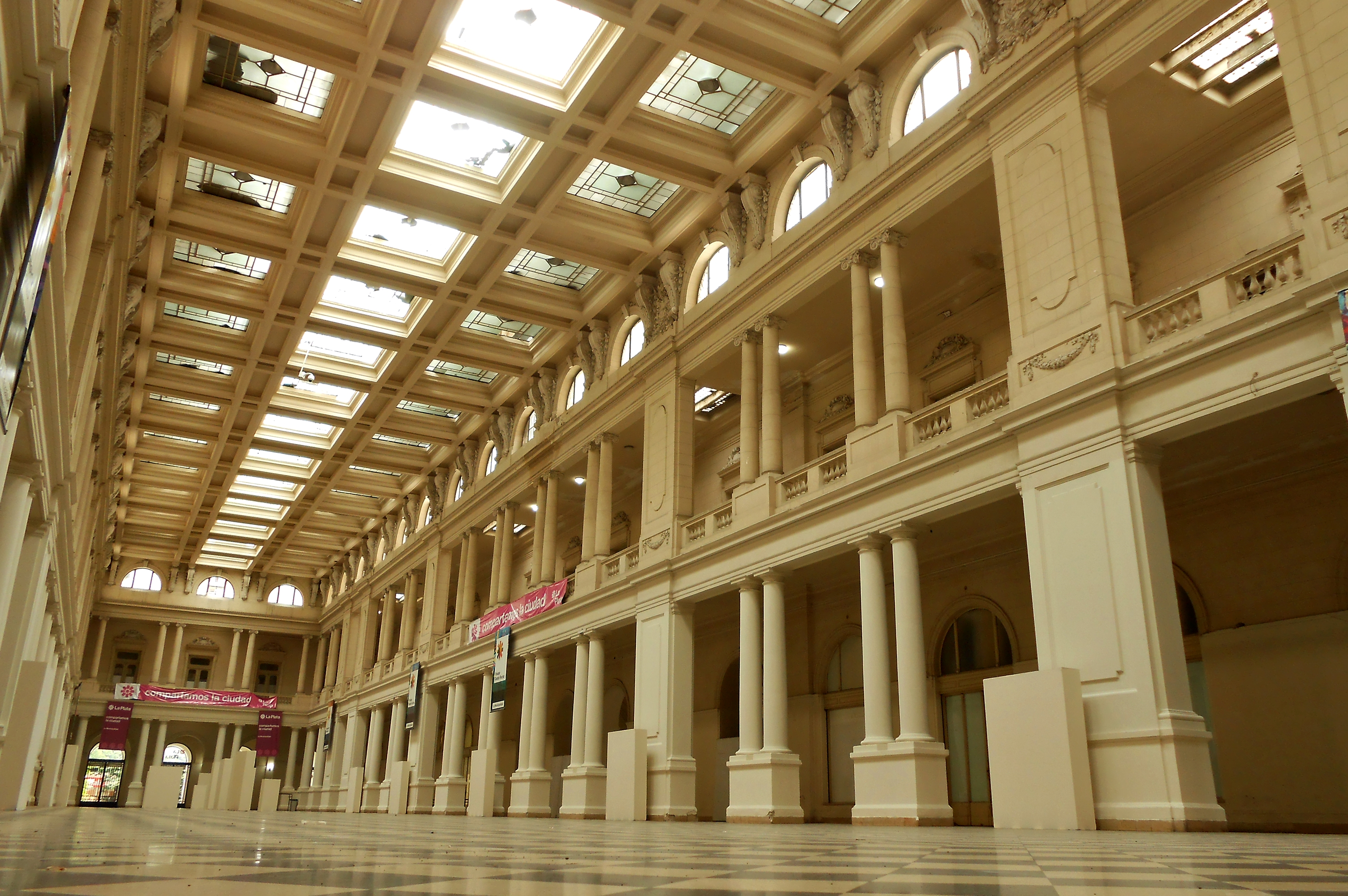
Vista interior con detalles del techo

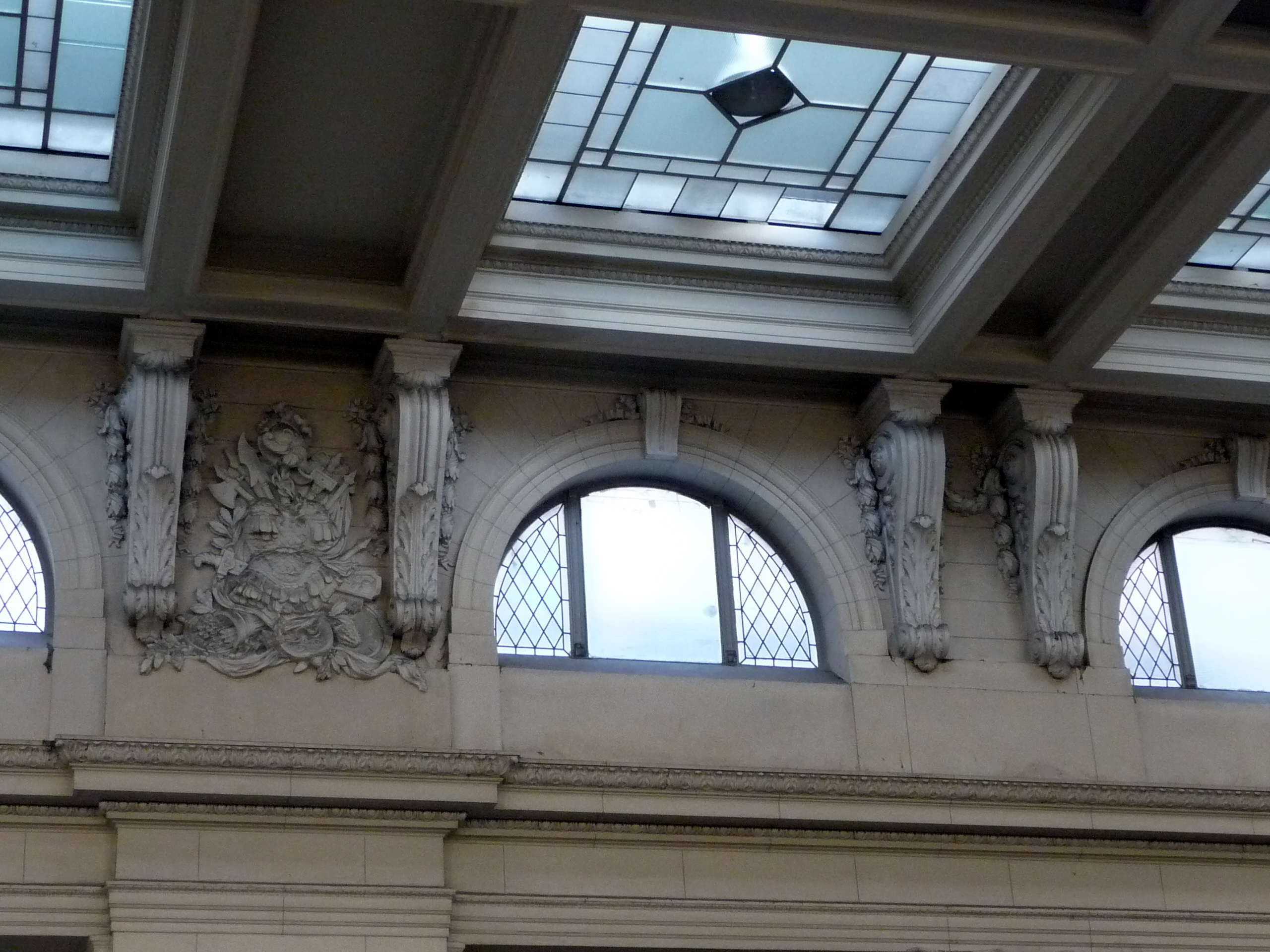
Detalle del techo del Pasaje Dardo Rocha

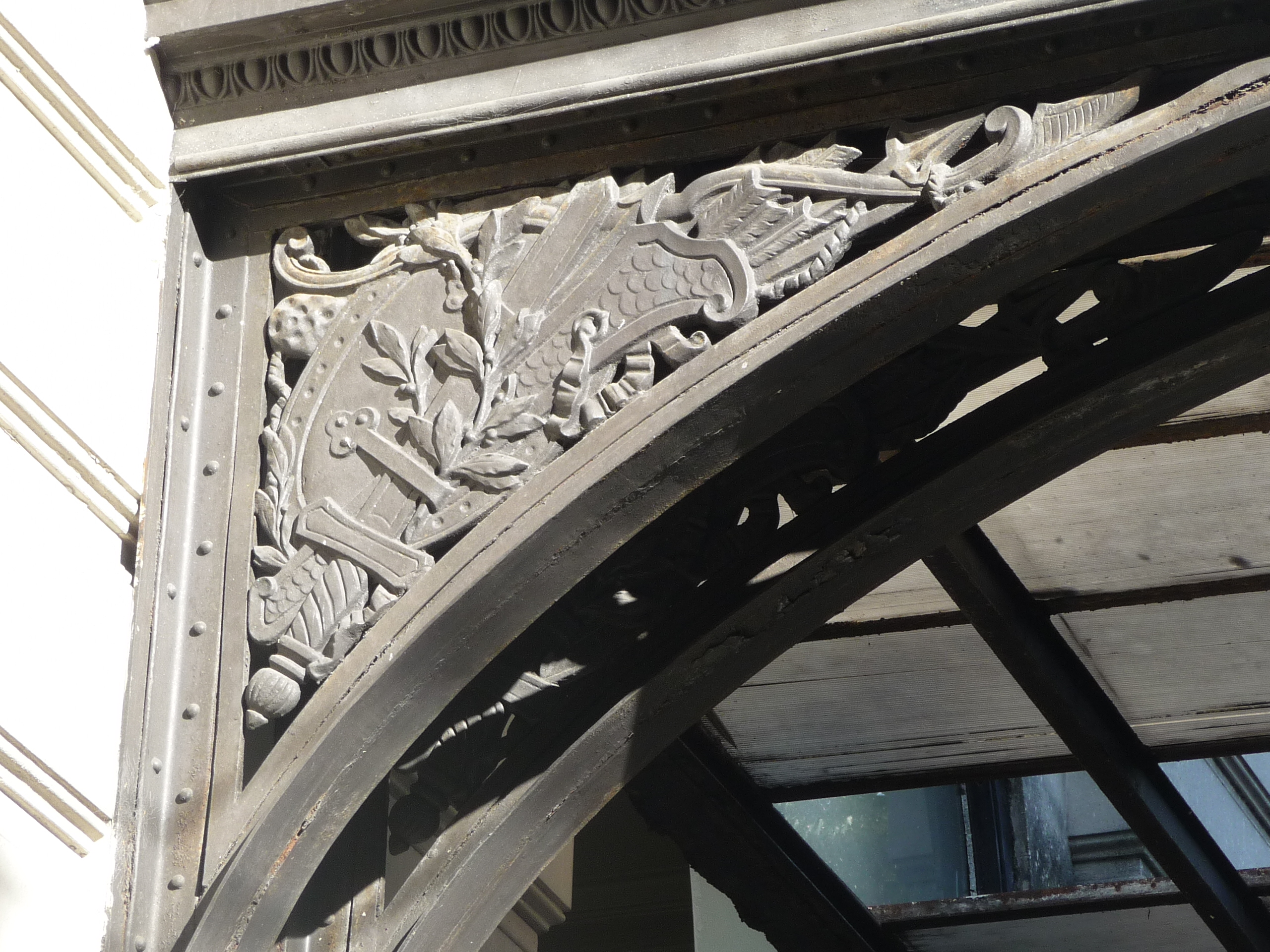
Detalle de la marquesina sobre una de las entradas en la calle 49.

Actualmente, en el Pasaje Dardo Rocha se llevan a cabo actividades culturales.
- MACLA: es el MACLA Museo de Arte Contemporáneo Latinoamericano de La Plata, el cual es un museo de artes plásticas que fue inaugurado en 1999, cuenta con una importante colección de obras de arte.
- MUMART: es el Museo de Arte Municipal, tiene sus objetivos orientados en destacar y difundir el valor de las artes plásticas. Posee obras de arte en su mayoría de artistas platenses las cuales forman un importante patrimonio artístico, patrimonio de la Municipalidad de La Plata y por extensión, de la comunidad.

### Distribución
- Planta baja: aloja al MACLA Museo de Arte Contemporáneo Latinoamericano, Museo Municipal de Arte (MUMART), Turismo, Biblioteca del MACLA, Tienda de arte del MACLA en donde se pueden encontrar souvenirs del museo, así como también objetos y obras de arte, Café y Restaurante.
- Primer piso: aloja todas las actividades que conllevan requerimientos de ámbitos controlados y específicos, Escuela Municipal de Bellas Artes, Sala de Convenciones y Reunión de Comisiones, Sala Cine Arte Select, Sala de Teatro Experimental Municipal, Sala Auditorio y Sala Polivalente.
- Segundo piso: aloja todas las actividades administrativas del área cultural.

## Enlaces relacionados
- Wikimedia Commons alberga una categoría multimedia sobre Pasaje Dardo Rocha.
- Ciudad de La Plata
- Museo de Arte Contemporáneo Latinoamericano de La Plata (MACLA)
- Cultura de Argentina
- Estación 19 de Noviembre